# Provincia Faryab
Provincia Faryab (persană: فاریاب‎) este una dintre provinciile Afganistanului. Este localizată în partea nordică a statului, la frontiera cu statul Turkmenistan.